# Leptomenoides pronotalis
Leptomenoides pronotalis är en stekelart som beskrevs av Giordani Soika 1961. Leptomenoides pronotalis ingår i släktet Leptomenoides och familjen Eumenidae. Inga underarter finns listade i Catalogue of Life.